# Deep Dive Dubai
Deep Dive Dubai (с англ. — «Глубокое погружение в Дубае») — 60-метровый бассейн для дайвинга в Дубае, вмещающий в себе 14 000 000 литров воды, это самый глубокий бассейн в мире, похожий на затонувший город.
Строение имеет большую площадь, напоминающую разрушенный затонувший город, с огромными стенами, меблированными комнатами и затонувшим автомобилем; помимо дайвинга также может использоваться как подводная киностудия. Официальное открытие сооружения состоялось в июле 2021 года, доступно для широкой публики с конца года.
Предыдущие рекордсмены: Дайв-Фор-Лайв (англ. Dive4Live или англ. Dive For Live; глубина 20 м) в Зигбурге, Германия; Немо 33 (33 м) в Брюсселе, Бельгия; Y-40 Deep Joy (42 м) Монтегротто-Терме, Италия.